# Zahling (Obergriesbach)
Zahling ist ein Pfarrdorf und Ortsteil der Gemeinde Obergriesbach im Landkreis Aichach-Friedberg, der zum Regierungsbezirk Schwaben in Bayern gehört.

## Geographie
Zahling liegt im Donau-Isar-Hügelland und damit im Unterbayerischen Hügelland, das zum Alpenvorland, einer der Naturräumlichen Haupteinheiten Deutschlands, gehört.
Zahling liegt etwa zwei Kilometer westlich von Obergriesbach.
600 Meter südöstlich von Zahling liegt die Wallanlage Zahling, und rund 1,5 Kilometer südwestlich befindet sich die Abschnittsbefestigung im Taitinger Holz.

## Geschichte
Die katholische Pfarrei Sankt Gregor der Große in Zahling gehört zum Dekanat Aichach-Friedberg im Bistum Augsburg.
Bis zum 30. Juni 1972 gehörte Zahling mit seinem etwa eineinhalb Kilometer südlich gelegenen Ortsteil Latzenhausen als selbstständige Gemeinde zum Landkreis Aichach und wurde im Zuge der Gebietsreform in Bayern sowohl in die Gemeinde Obergriesbach eingemeindet als auch dem neu gegründeten Landkreis Aichach-Friedberg zugeschlagen. Am 1. Mai 1978 wechselte die Einöde Latzenhausen zur Gemeinde Dasing.

## Sehenswürdigkeiten
- Katholische Pfarrkirche St. Gregor der Große

## Bodendenkmäler
Siehe: Liste der Bodendenkmäler in Zahling

## Persönlichkeiten
Die Motorradrennfahrer Helmut Bradl und sein Sohn Stefan Bradl sind die bekanntesten Söhne Zahlings.

## Partnerschaften
Zahling unterhält seit 1987 eine Partnerschaft mit dem gleichnamigen Ort Zahling im Burgenland in Österreich.